# Station Eindhoven Centraal

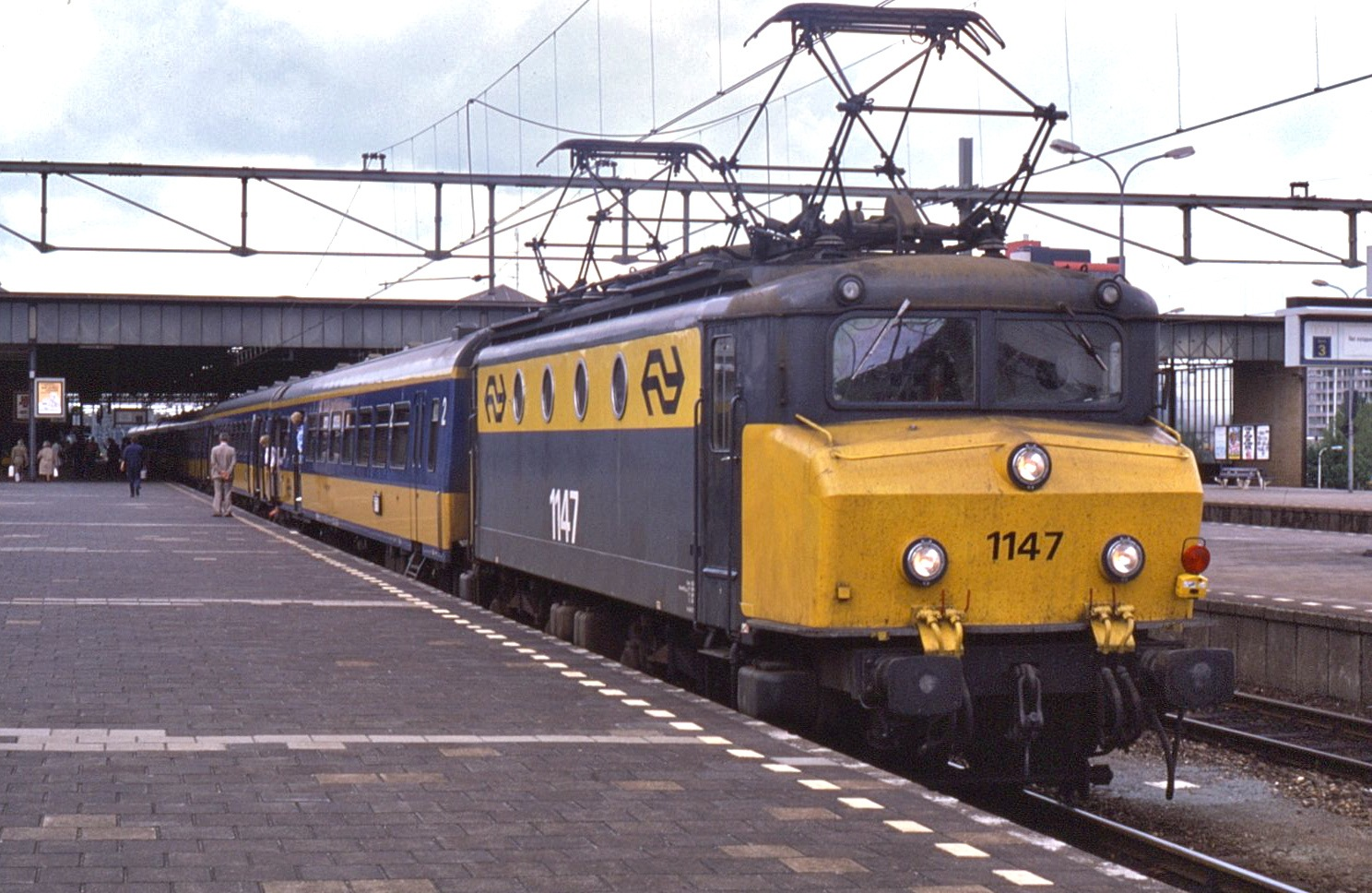
Elektrische loc NS 1147 met intercityrijtuigen in Station Eindhoven; 1985.

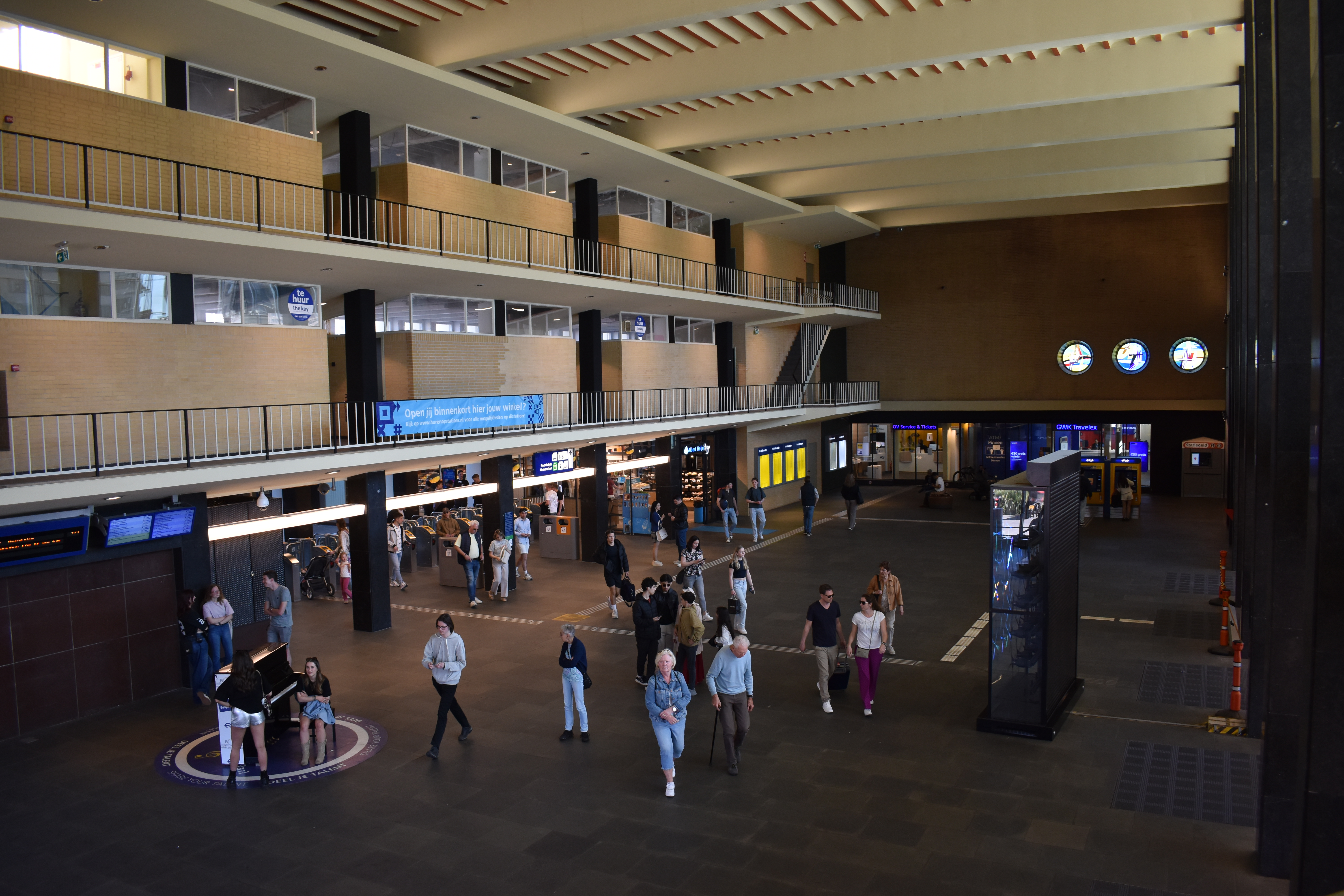
Interieur van de Stationshal; 2025.

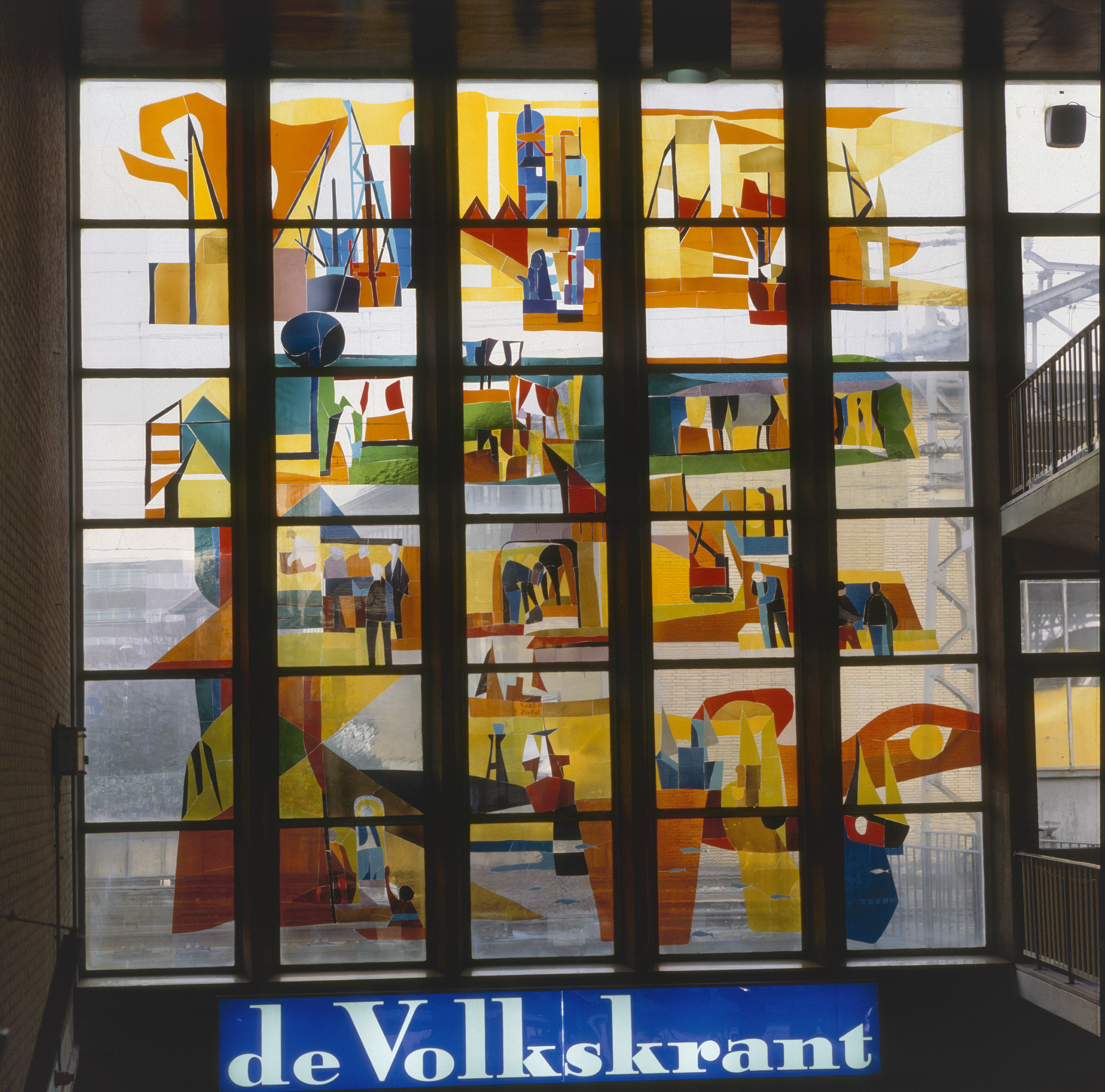
Glasapplique van Lex Horn (1954) op het NS-station in Eindhoven; 1989.

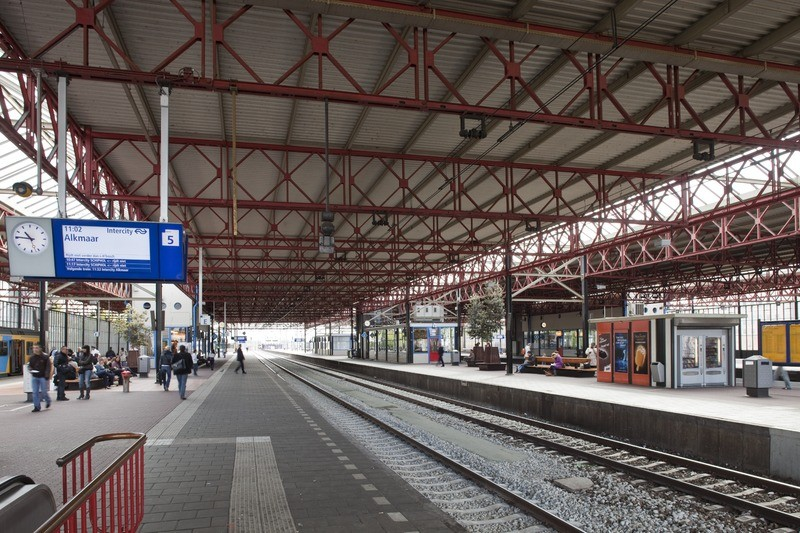
Onder de stationskap; 2011.

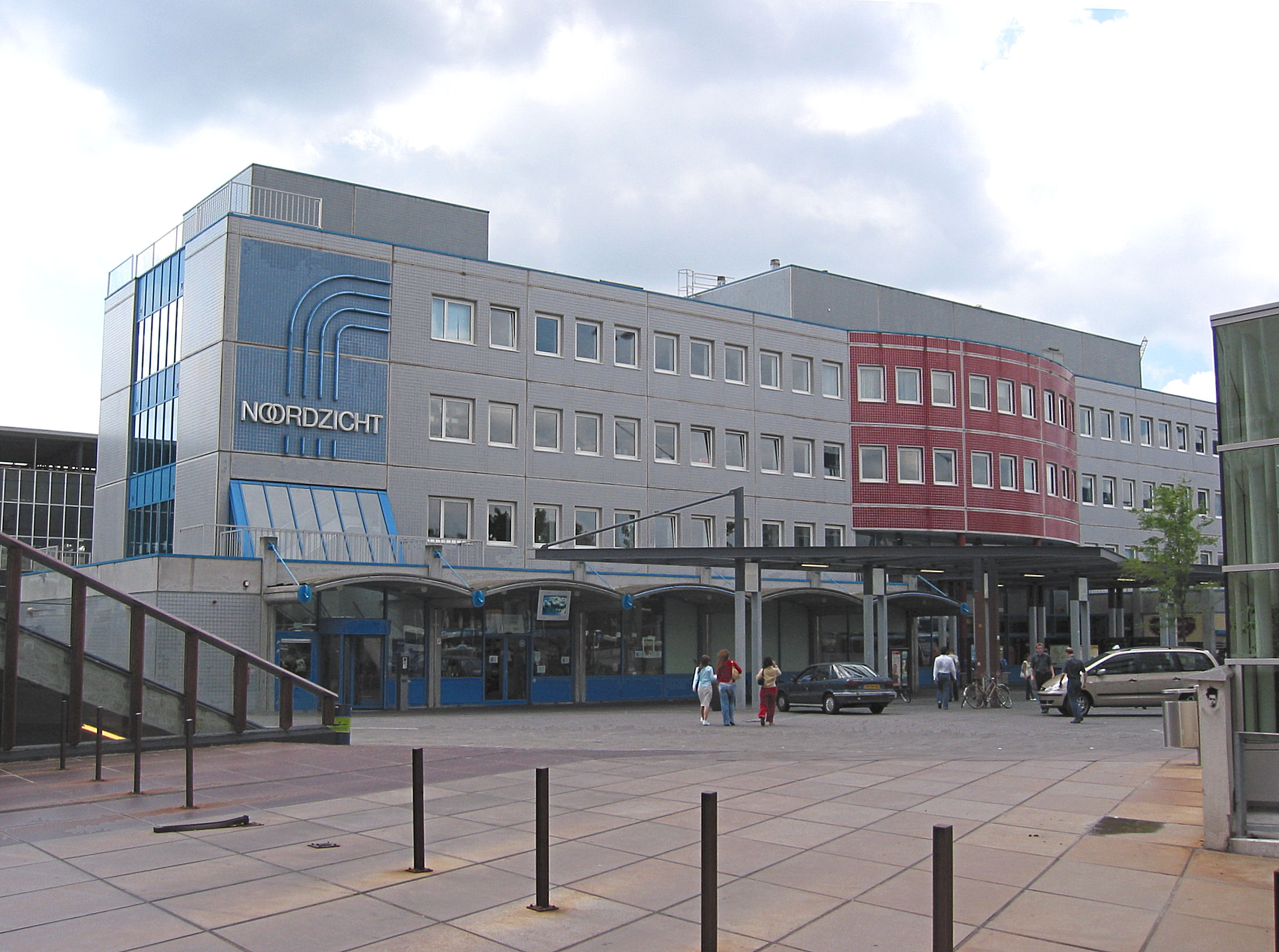
Noordzijde: Neckerspoel en busstation

Station Eindhoven Centraal is het belangrijkste spoorwegstation in de Nederlandse stad Eindhoven in de provincie Noord-Brabant. Het ligt op een knooppunt van drie trajecten: Venlo – Eindhoven, Breda / 's-Hertogenbosch – Eindhoven, Eindhoven – Weert.

## Geschiedenis
Het originele station van Eindhoven werd geopend op 1 juli 1866 met de opening van de spoorlijn Maastricht – Eindhoven (staatslijn E). Het stond indertijd op Woensels grondgebied. 
Tot 1985 bestond er een lijn 18 van Eindhoven via Valkenswaard naar Hasselt. In de stad zijn herinneringen aan deze lijn bewaard gebleven, zoals gebouwen en straatnamen.
Het huidige station ligt in de wijk Fellenoord. Op circa 900 meter afstand bevindt zich het Philips Stadion, het stadion van PSV.

## Gebouw
Het oorspronkelijke spoorwegstation van Eindhoven was een Waterstaatstation van de derde klasse, gebouwd in de jaren zestig van de 19e eeuw, en was een van de negen stations die ooit in deze klasse was gebouwd. Het gebouw was ontworpen door de ingenieur Karel Hendrik van Brederode en werd gesloopt in 1912. Er is vervolgens een tweede station gebouwd, dat uitgevoerd was in strakke lijnen en een sober uiterlijk had. In 1956 is ook dit station gesloopt nadat de sporen circa 150 meter naar het noorden waren verlegd.
Het huidige stationsgebouw werd gebouwd in 1956 naar een ontwerp van architect Koen van der Gaast. Er is vaak beweerd dat het gelijkenissen vertoont met een Philips-radio uit die tijd, maar zo'n radio heeft nooit bestaan en het zou ook niet passen binnen de functionalistische opvattingen van Van der Gaast. In zijn visie moest het station ten opzichte van de andere vervoermiddelen een opvallende plaats innemen. Niet de menselijke maat, maar de stedelijke ruimte gaf de doorslag bij de maatvoering. Ook mocht in zijn visie het station geen verblijfsfunctie hebben, het was enkel bedoeld als doorgangsruimte: het overstappen van het ene vervoermiddel op het andere.
In 1991 kreeg station Eindhoven een tweede, extra, stationsgebouw aan de noordzijde, aan busstation Neckerspoel, het eerste dynamische busstation in Nederland. De bovenverdiepingen zijn in gebruik als kantoor. Net als bij veel andere stations uit de tweede helft van de jaren '80 lag bij de inrichting het accent op de kleur blauw. Het interieur is in 2017 gerenoveerd, zodat het dezelfde stijl heeft gekregen als de rest van het vernieuwde station.
Van het station was tot 2007 een schaalmodel te vinden in Madurodam. Aan de centrumzijde van het station staat een standbeeld van Anton Philips, een van de grondleggers van het in Eindhoven opgerichte Philips-concern.
Dagelijks lopen 200.000 passanten door de tunnel onder het station. Dit zijn zowel trein- als busforensen, evenals verkeer tussen de binnenstad en de universiteit. In 2018 stapten dagelijks zo'n 65.000 mensen in en uit een trein (exclusief overstappers). Daarnaast komen nog 15.000 mensen (bijvoorbeeld busreizigers) in het station. Daarmee is station Eindhoven Centraal het op vijf na drukste station van Nederland, en het drukste station buiten de Randstad. Op 15 december 2019 kreeg de naam van station Eindhoven de toevoeging 'Centraal'.

### Monumentenstatus
Per 1 januari 2008 kreeg het station, samen met honderd andere bouwwerken uit de periode van de wederopbouw, de status van Rijksmonument. Het dak boven de perrons wordt op zijn plaats gehouden door onderdelen van een baileybrug.

### Verbouwing
Met meer dan 90.000 passanten per dag was de capaciteit van de acht meter brede oude stationstunnel ontoereikend. Ook ontbraken voorzieningen zoals liften om de perrons te bereiken en waren de roltrappen enkel in de omhooggaande richting te gebruiken om naar de bovengelegen perrons te komen. Om de stationstunnel te bereiken moest men gebruik maken van een trap.
In 2013 werd begonnen met de bouw van de nieuwe stationstunnel en gelijktijdig werden er roltrappen in beide richtingen en liften geïnstalleerd. Tijdens de bouw van de nieuwe, 34 meter brede, tunnel bleef de oude tunnel open waardoor reizigers geen overlast ondervonden van de werkzaamheden. Ook werd een tijdelijk perron aangelegd aan het oude postspoor (spoor 34), buiten de stationsoverkapping aan de stadszijde. De nieuwe stationstunnel werd eind 2015 in gebruik genomen en eind 2016 volledig geopend.
In maart 2018 werd het volledige project met beide stationstunnels, een vernieuwde hal aan de noordzijde en een complete renovatie van het monumentale stationsgebouw van Koen van der Gaast, inclusief stationshal en -restauratie, afgerond. De totale kosten van de verbouwing kwamen neer op 70 miljoen euro.

## Stationsvoorzieningen
Op station Eindhoven Centraal zijn diverse winkels te vinden en een NS-servicepunt. In het stationsgebouw is ook de VVV van Eindhoven gevestigd. De stationsrestauratie boven de hoofdingang is na de verbouwing/renovatie, heropend op 5 september 2020, door de uitbater 'Coffeelab'.

## OV-chipkaart
Dit station is toegankelijk via OVC-poorten.

## Vervoer
Treinseries die stoppen in Eindhoven Centraal tijdens de dienstregeling 2025:
| Serie            | Treinsoort          | Route | Bijzonderheden |
| ---------------- | ------------------- | --- | --- |
| 1100             | Intercity (NS)      | Den Haag Centraal – Den Haag HS – Delft – Rotterdam Centraal – Breda – Tilburg – Eindhoven Centraal | Via HSL. Stopt niet in Schiedam Centrum en Rotterdam Blaak. |
| 2700             | Intercity (NS)      | Maastricht – Sittard – Roermond – Weert – Eindhoven Centraal – 's-Hertogenbosch – Utrecht Centraal – Amsterdam Centraal – Alkmaar – (Den Helder)                                                           | Rijdt van maandag t/m donderdag tot 20:00 uur tussen Alkmaar en Maastricht. Rijdt op vrijdag en in het weekend enkel tussen Alkmaar en Amsterdam Centraal. Tijdens de spits rijden 2 ritten in spitsrichting door van/naar Den Helder. Rijdt niet 's avonds na 20:00. Wordt na 20:00 uur, op vrijdag en in het weekend tussen Amsterdam Centraal en Maastricht vervangen door intercity 2900. |
| 2900             | Intercity (NS)      | Enkhuizen – Hoorn – Amsterdam Centraal – Utrecht Centraal – 's-Hertogenbosch – Eindhoven Centraal – Weert – Roermond – Sittard – Maastricht                                                                | Rijdt van maandag t/m donderdag in de vroege ochtend en in de avonduren en rijdt van vrijdag t/m zondag de hele dag en vervangt dan Intercity 3900 tussen Enkhuizen en Amsterdam Centraal en intercity 2700 tussen Amsterdam Centraal en Maastricht. |
| 3500             | Intercity (NS)      | Dordrecht – Rotterdam Centraal – Schiedam Centrum – Delft – Den Haag HS – Leiden Centraal – Schiphol Airport – Amsterdam Zuid – Utrecht Centraal – 's-Hertogenbosch – Eindhoven Centraal – Helmond – Venlo | Rijdt na circa 22:30, op zaterdagochtend tot circa 9:00 en op zondagochtend tot circa 10:00 niet tussen Dordrecht en Utrecht Centraal v.v. |
| 3900             | Intercity (NS)      | Enkhuizen – Hoorn – Amsterdam Centraal – Utrecht Centraal – 's-Hertogenbosch – Eindhoven Centraal – Weert – Roermond – Sittard – Heerlen                                                                   | Stopt niet in Zaandam. Rijdt in de avonduren en van vrijdag t/m zondag de hele dag enkel tussen Eindhoven Centraal en Heerlen. Wordt in de avonduren en van vrijdag t/m zondag de hele dag vervangen door intercity 2900. Rijdt van maandag t/m donderdag in de avonduren enkel tussen Sittard en Heerlen en rijdt dan 1x/uur.                                                                |
| 4400             | Sprinter (NS)       | Oss – 's-Hertogenbosch – Eindhoven Centraal – Helmond – Deurne | Rijdt in de ochtendspits van maandag t/m donderdag twee ritten van/naar Oss, waarbij richting Oss non-stop wordt gereden tussen 's-Hertogenbosch en Oss. |
| 14400            | Sprinter (NS)       | Eindhoven Centraal – Helmond – Deurne | Rijdt alleen op woensdag- en donderdagavond na 23:00 als vervanging van sprinter 4400 en alleen richting Deurne. |
| 6400             | Sprinter (NS)       | Tilburg Universiteit – Tilburg – Eindhoven Centraal – (Weert) | Rijdt tussen 20:00 en 22:00 uur en op zondag 1x/uur tussen Eindhoven Centraal en Weert. Rijdt na 22:00 uur 1x/uur op het hele traject. |
| 21400            | Intercity (NS)      | Eindhoven Centraal – Utrecht Centraal | Nachtnet. Rijdt alleen in de nachten volgend op vrijdag en zaterdag. |
| 21410            | Intercity (NS)      | Rotterdam Centraal – Eindhoven Centraal | Nachtnet. Rijdt alleen in de nachten volgend op vrijdag en zaterdag. |
| Nachttrein 32710 | Nachttrein (Arriva) | Maastricht – Eindhoven Centraal – 's-Hertogenbosch – Utrecht Centraal – Amsterdam Centraal – Schiphol Airport                                                                                              | Rijdt alleen in de nacht van vrijdag op zaterdag. |

### Voor- en natransport
Er zijn er twee bewaakte fietsenstallingen en meerdere onbewaakte fietsenstallingen. Verder bestaat er de mogelijkheid om een OV-fiets te huren.

### Busvervoer
De noordzijde van het station grenst aan het busstation Neckerspoel. Hier stoppen de Hermes stadsbussen en de streekbussen van Hermes en Arriva (beide bedrijven rijden daar onder de merknaam Bravo). Het busstation bestaat uit 12 busperrons (B t/m M) en een aantal uitstap perrons. Perron A is sinds de verbreding van perron B, t.b.v. de bussen richting Eindhoven Airport, buiten gebruik. Elk busperron is voorzien van een elektronisch informatiebord dat het lijnnummer en eindbestemming van drie lijnbussen kan weergeven. Er is een grote overkapping met banken waar reizigers kunnen wachten op hun bus. Bij de hoofdingang van het station staat een informatiebord met een kaart en vertrektijden van de bussen. Overzichtsdisplay’s met alle vertrekkende ritten in het komend uur zijn te vinden bij de ingang en ter hoogte van perrons E en K. Station Eindhoven Centraal ligt in zone 6400.
Aan de noordzijde van het station, aan de J.F. Kennedylaan, stoppen tevens internationale lijndiensten naar bestemmingen in Duitsland en Spanje. Eurolines biedt lijndiensten naar onder andere Londen en Parijs. FlixBus biedt lijndiensten naar onder andere Berlijn, Brussel, Den Haag, München, Enschede en Groningen. IC Bus rijdt meerdere malen per dag met bussen rechtstreeks naar Antwerpen en Düsseldorf.

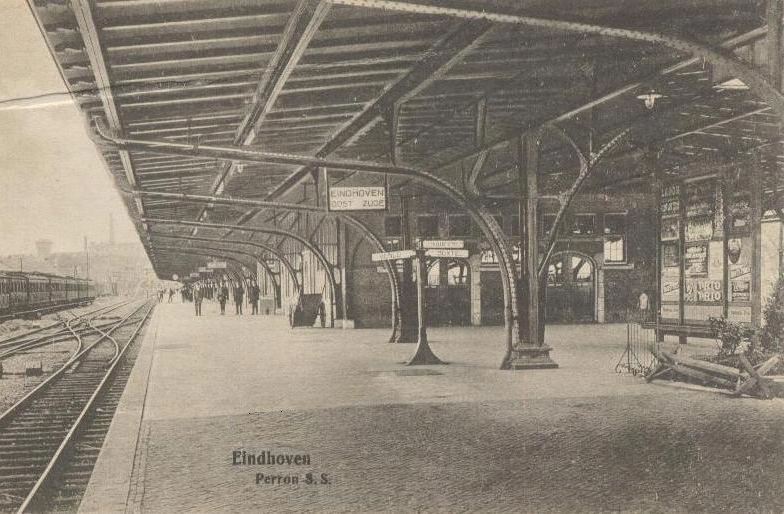
Station Eindhoven in 1921.
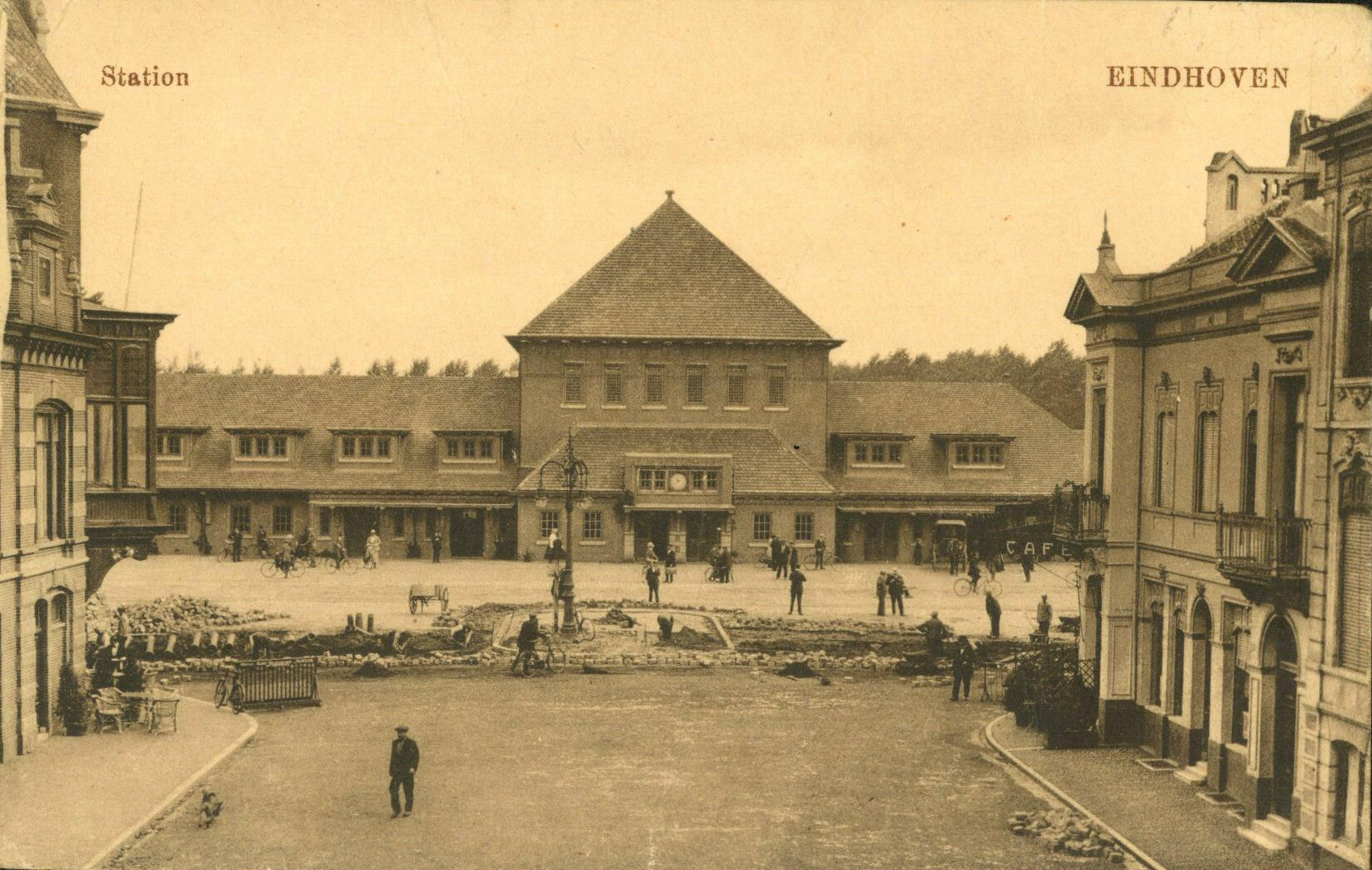
Voorzijde van Station Eindhoven, 1915 - 1925.
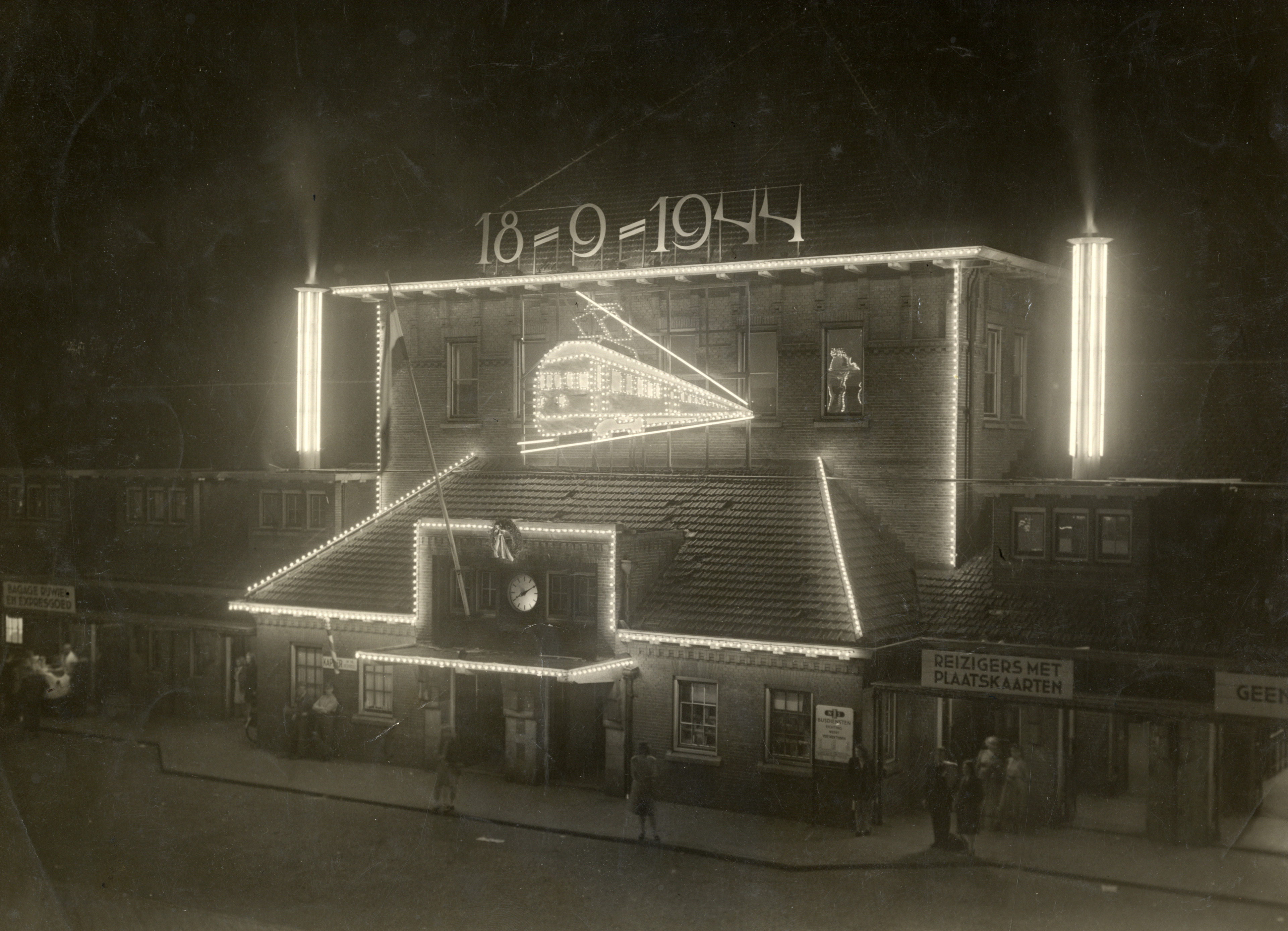
De verlichte voorzijde van Station Eindhoven na de bevrijding van de stad op 18 september 1944.
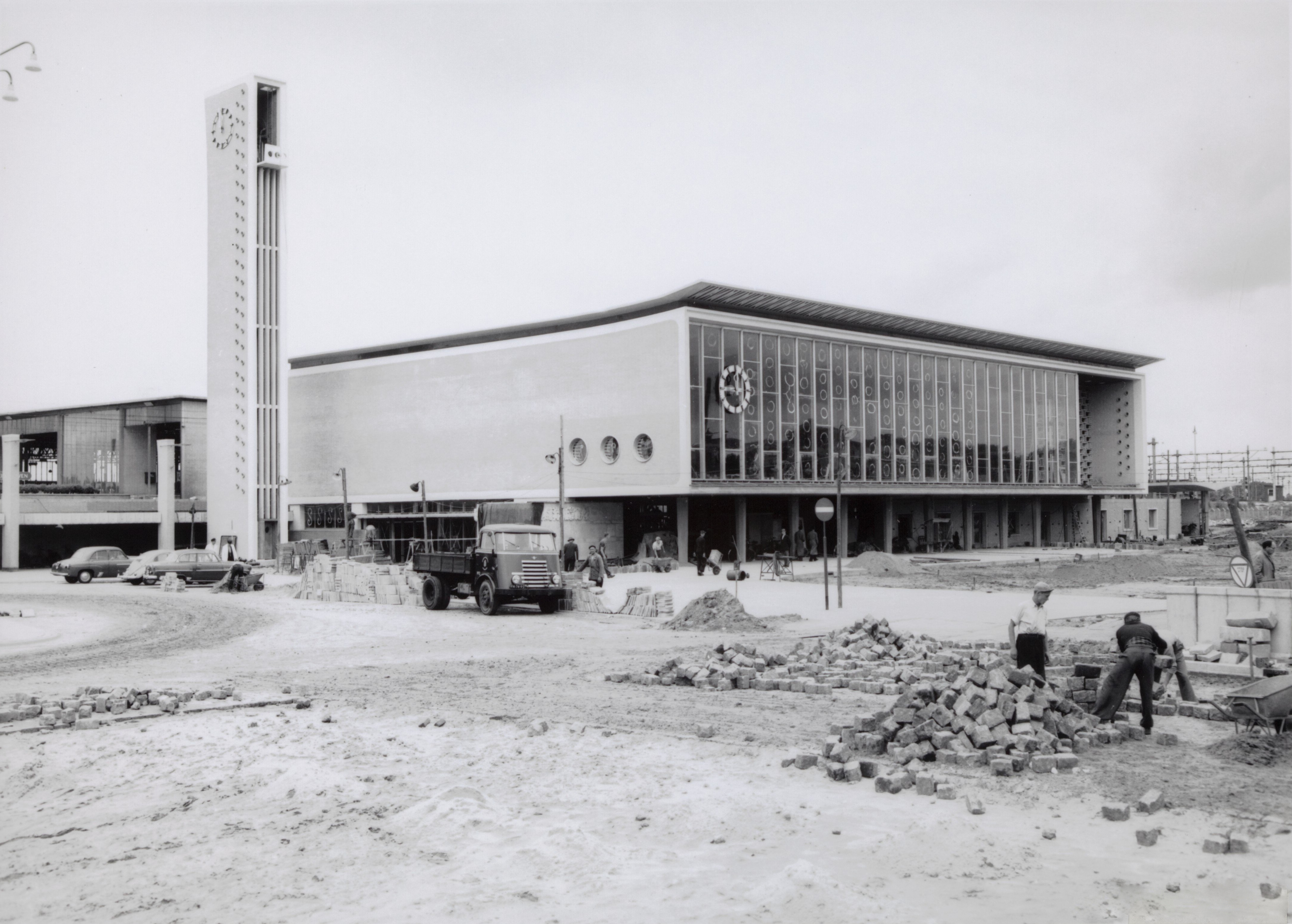
Het nieuwe station Eindhoven kort na voltooiing; 1956.
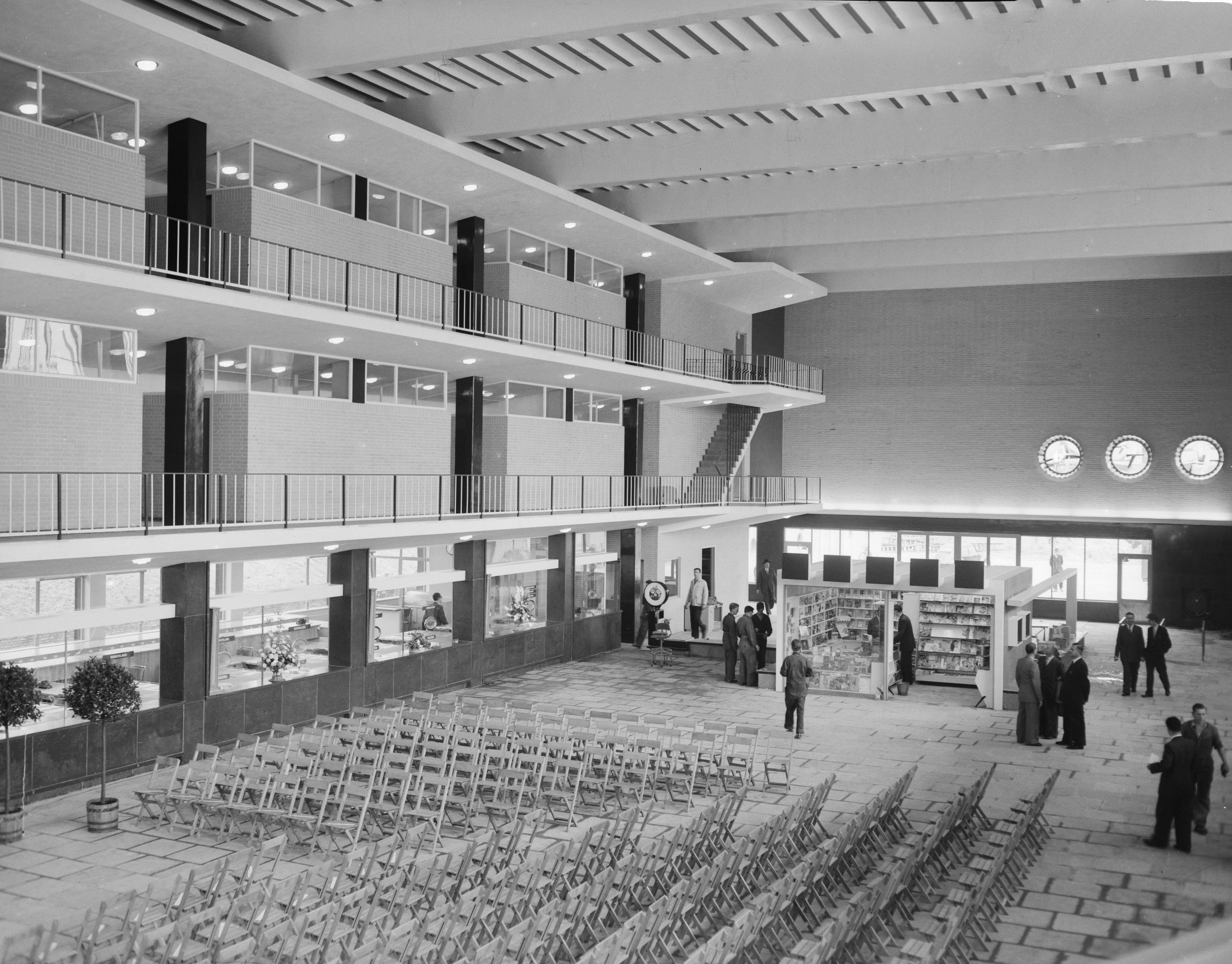
De hal van het nieuwe station Eindhoven voor de officiële opening; 10 augustus 1956.
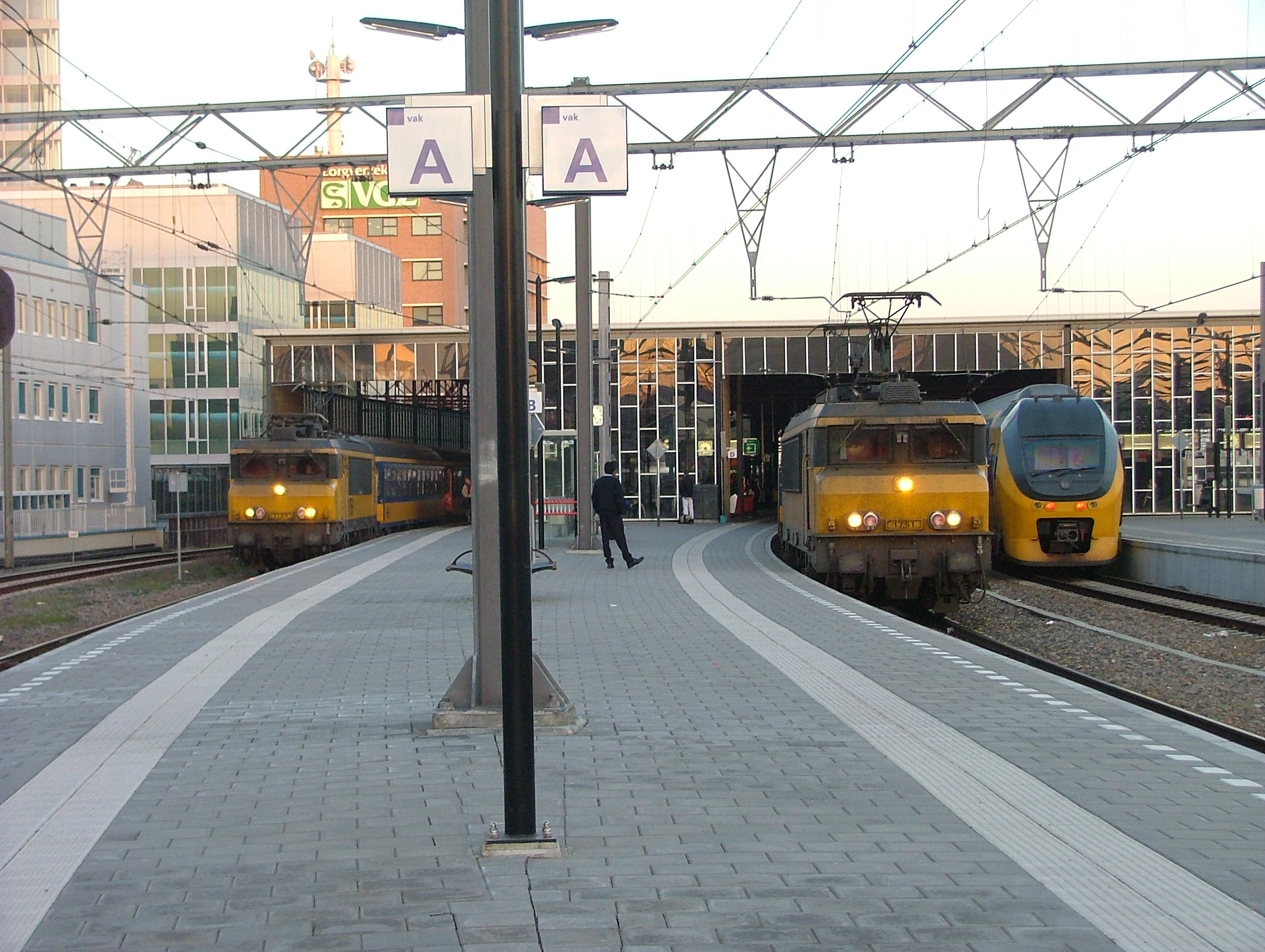
Perron Station Eindhoven.
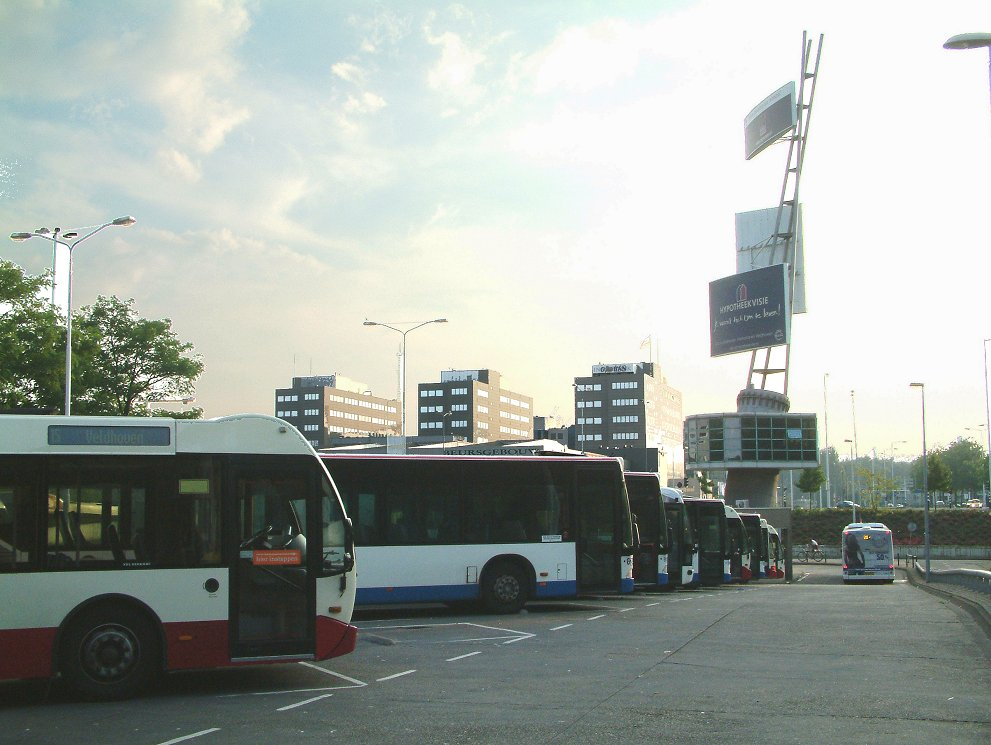
Busstation Neckerspoel.
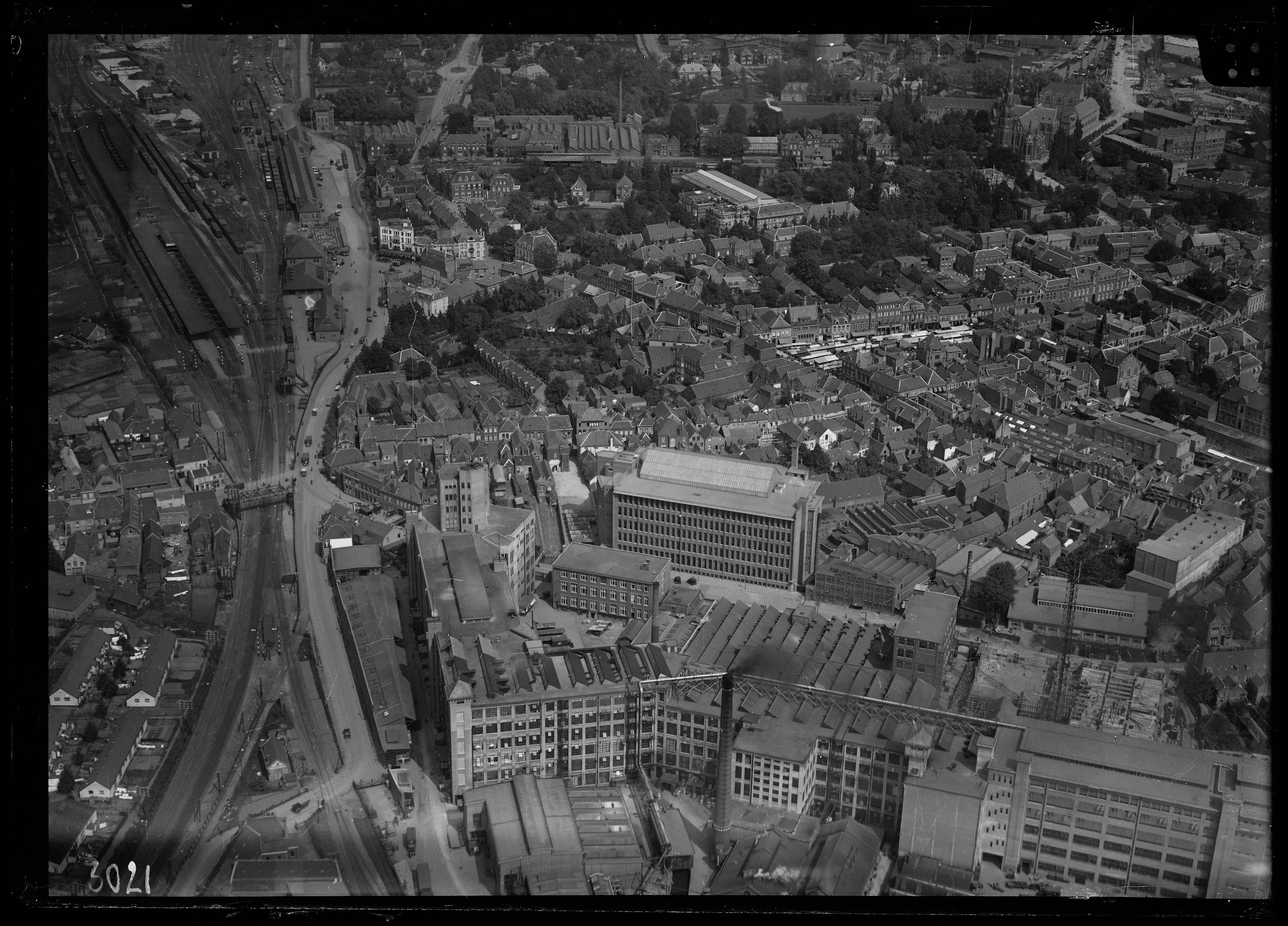
Luchtfoto van Station Eindhoven Centraal (1920-1940), Nederlands Instituut voor Militaire Historie.

## Ontwikkeling aantal reizigers
Het aantal door NS vervoerde reizigers (per gemiddelde werkdag) ontwikkelde zich sedert 2019 als volgt:
| Jaar | Aantal reizigers |
| ---- | ---------------- |
| 2019 | 76.955           |
| 2020 | 32.762           |
| 2021 | 36.450           |
| 2022 | 46.113           |
| 2023 | 64.619           |
| 2024 | 63.532           |